# Dieter Kurrat
Pour les articles homonymes, voir Kurrat.
Dieter Kurrat, dit Hoppy Kurrat, né le 15 mai 1942 à Dortmund et mort le 27 octobre 2017 à Holzwickede, est un footballeur allemand et entraîneur.

## Biographie

### Carrière

#### Carrière de joueur
Dieter Kurrat passe neuf saisons en Bundesliga avec le Borussia Dortmund. 
Surnommé  « Hoppy », il devient une légende du club, remportant le championnat d'Allemagne en 1966, la Coupe DFB en 1965, et la Coupe d'Europe des vainqueurs de coupe en 1966. 
Le bilan de sa carrière avec le Borussia s'élève à 247 matchs en Bundesliga (neuf buts), huit matchs en Coupe d'Europe des clubs champions, deux en Coupe des villes de foires (un but), et 11 en Coupe des coupes.

### Famille
Son frère, Hans-Jürgen Kurrat, a également été footballeur professionnel.

### Décès
Kurrat décède le 27 octobre 2017

## Honneurs
- Vainqueur de la Coupe des coupes en 1966
- Champion d'Allemagne en 1966
- Vainqueur de la Coupe d'Allemagne en 1965
- Finaliste de la Coupe d'Allemagne en 1963